# 飛鳥京跡

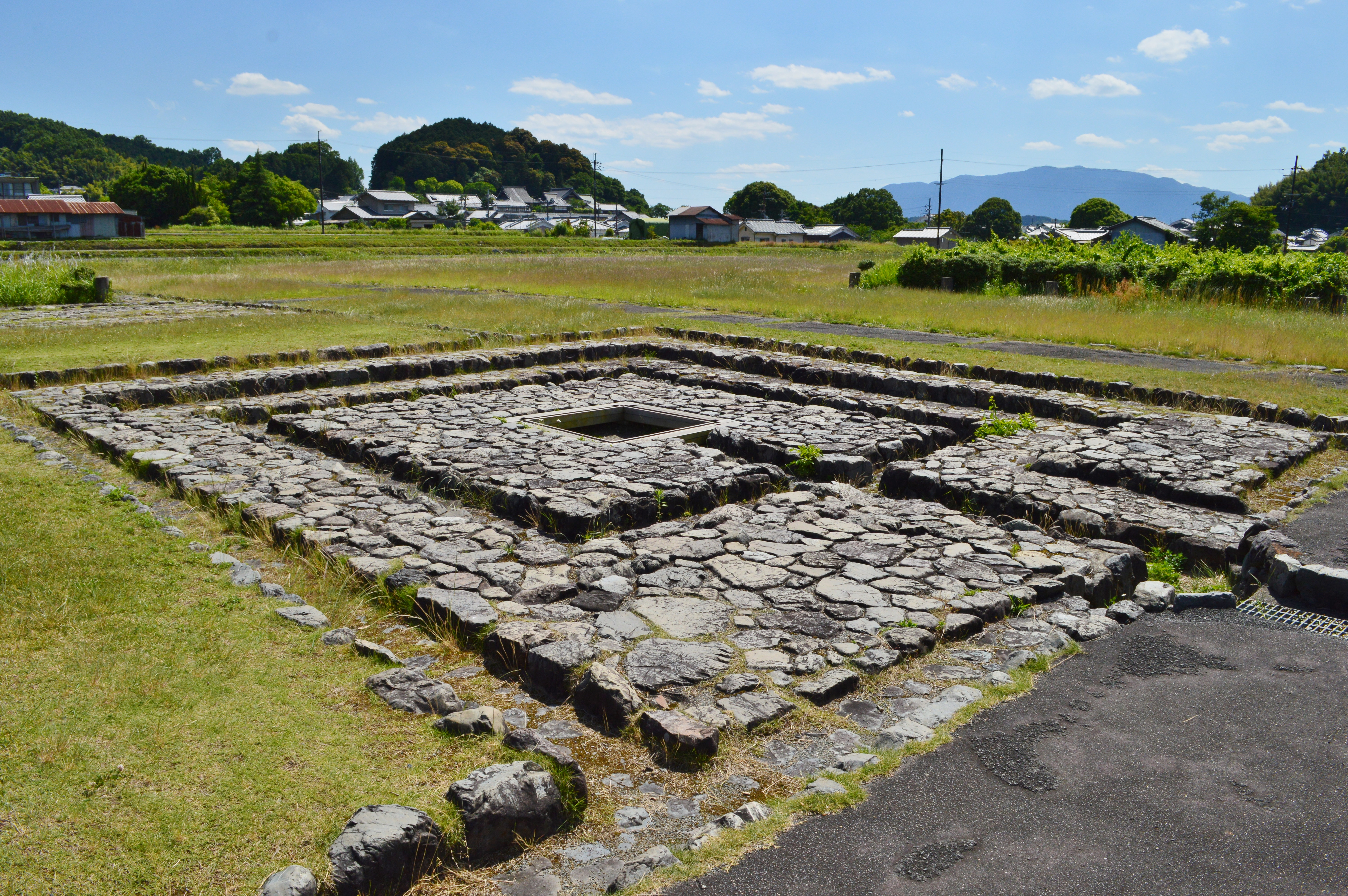
飛鳥宮跡 石敷井戸
（飛鳥浄御原宮期の復元遺構）

飛鳥京跡（あすかきょうあと）は、奈良県高市郡明日香村にある飛鳥時代の遺跡である。飛鳥古京跡（あすかこきょうあと）とも称する。飛鳥京、すなわち都市としての飛鳥における遺跡群の総称であり、大王・天皇の歴代の宮や官衙、豪族の邸宅や寺院など大和朝廷の支配拠点となる建造物、および広場、道路など都市関連遺跡の総体である。

## 概要
飛鳥京跡は、6世紀末から7世紀後半まで飛鳥の地に営まれた諸宮を中心とする複数の遺跡群からなる都市遺跡であり、宮殿のほか朝廷の支配拠点となる諸施設や飛鳥が政治都市であったことにかかわる祭祀施設、生産施設、流通施設などから構成されている。具体的には、伝飛鳥板蓋宮跡（でんあすかいたぶきみやあと）を中心に、川原寺跡、飛鳥寺跡、飛鳥池工房遺跡、飛鳥京跡苑池、酒船石遺跡、飛鳥水落遺跡などの諸遺跡であり、未発見の数多くの遺跡や遺構をふくんでいる。遺跡全体の範囲はまだわかっておらず、範囲特定のための発掘調査も行なわれている。
飛鳥宮は複数の天皇が代々宮を置き、または飛鳥内の別の地に遷宮をしたことにより、周辺施設とともに拡大して宮都としての機能を併せ持った。これは後に現れるような、建設当初から計画され固定化する宮都（藤原京）への過渡的な都市であったことを示している。

## 飛鳥宮跡の発掘調査
飛鳥京の中心遺構である飛鳥宮跡は、6世紀末から7世紀後半までの宮殿遺構だとされ、『日本書紀』などに記述される飛鳥におかれた天皇（大王）の宮の跡地であると考えられている。もともとこの区域には宮らしき遺構があると伝承されており、飛鳥板蓋宮跡だとされてきた。
飛鳥板蓋宮は皇極・斉明天皇の2代の天皇、飛鳥浄御原宮は天武・持統天皇の2代の天皇がそれぞれ使用した。こうした状況は、それまでの宮が、天皇1代限りの行宮という役割から、何代もの天皇が宮として継続して使用する役割に移りつつあったことが分かる。
発掘調査は1959年（昭和34年）から始まった。発掘調査が進んでいる区域では、時期の異なる遺構が重なって存在することがわかっており、大まかにはI期、II期、III期の3期に分類される。各期の時代順序と『日本書紀』などの文献史料の記述を照らし合わせてそれぞれ、
- I期が飛鳥岡本宮（630 - 636年）
- II期が飛鳥板蓋宮（643 - 645、655年）
- III期が後飛鳥岡本宮（656 - 656年）、飛鳥浄御原宮（672 - 694年）

の遺構であると考えられており、III期の後飛鳥岡本宮・飛鳥浄御原宮については出土した遺物の年代考察からかなり有力視されている。発掘調査で構造がもっともよく判明しているのは、飛鳥浄御原宮である。
地元では当地を皇極天皇の飛鳥板蓋宮の跡地と伝承してきたため、発掘調査開始当初に検出された遺構については「伝飛鳥板蓋宮跡」の名称で国の史跡に指定された。しかし、上述のようにこの遺跡には異なる時期の宮殿遺構が重複して存在していることが判明し、2016年10月3日付けで史跡の指定範囲を追加の上、指定名称を「伝飛鳥板蓋宮跡」から「飛鳥宮跡」に変更した。

### 後期岡本宮跡
飛鳥宮跡最上層の遺構は内郭と外郭からなっている。内郭は東西152-158メートル、南北197メートルで南北の2区画に分かれており北区画の方が広く一辺約151メートルの正方形である。井戸、高床建物、廊状建物の建物が多く川原石が敷かれている。南区画の方は20×11.2メートルの大規模な建物跡が確認されている。この建物の中心線と内郭の中心線とが一致している。周りに小砂利が敷かれている。少し離れた所に南門が建設されている。外郭でも掘立柱建物・塀・石組溝等が検出されている。これらの内郭・外郭ともに太い掘立柱を立てた塀で囲まれている。これが、後期岡本宮の跡だと考えられている。なお、この他に宮の南東に「エビノコ郭」と呼ばれる一画がある。「エビノコ郭」は飛鳥浄御原宮にともなう遺構であることが有力視されている。

### 飛鳥浄御原宮跡
「エビノコ郭」は、小字「エビノコ」にあることに由来している。この一郭には、29.2×15.3メートルで四面庇付きの大型の掘立柱建物が検出されている。これが通称「エビノコ大殿」であり、後世の大極殿の原型との見解が多い。しかし、飛鳥浄御原宮の大極殿では特別な国家的儀式が開催された記録が無く、大極殿は飛鳥浄御原宮の時代では存在せず、藤原宮になり成立したとする意見もある。
大殿の周辺は南北100メートル以上、東西約100メートルの掘立柱の塀で囲まれている。外郭の外側からは「辛巳年」（かのとみ）「大津皇子」「大来」等と書かれた墨書木簡が出土している。「辛巳年」は681年、「大来」は大津皇子の姉の大来（伯）皇女の名と推定できること等から、この最上層の遺構は天武天皇の飛鳥浄御原宮にともなうものであると考えられる。
すなわち、天皇の居住空間に相当する区画は東西158メートル、南北197メートルの後期岡本宮をそのまま使用したものであり、その南東の東西94メートル、南北55メートルの区域は儀礼空間として用いられ、そこに「エビノコ郭」が新たに設けられた。さらにこれら宮殿周囲を役所や庭園などの関連施設が取り囲み、役所の一部は周辺地域へも広がるという構造が周辺の状況や文献から推定されている。

## その他の遺跡

### 飛鳥京跡苑池

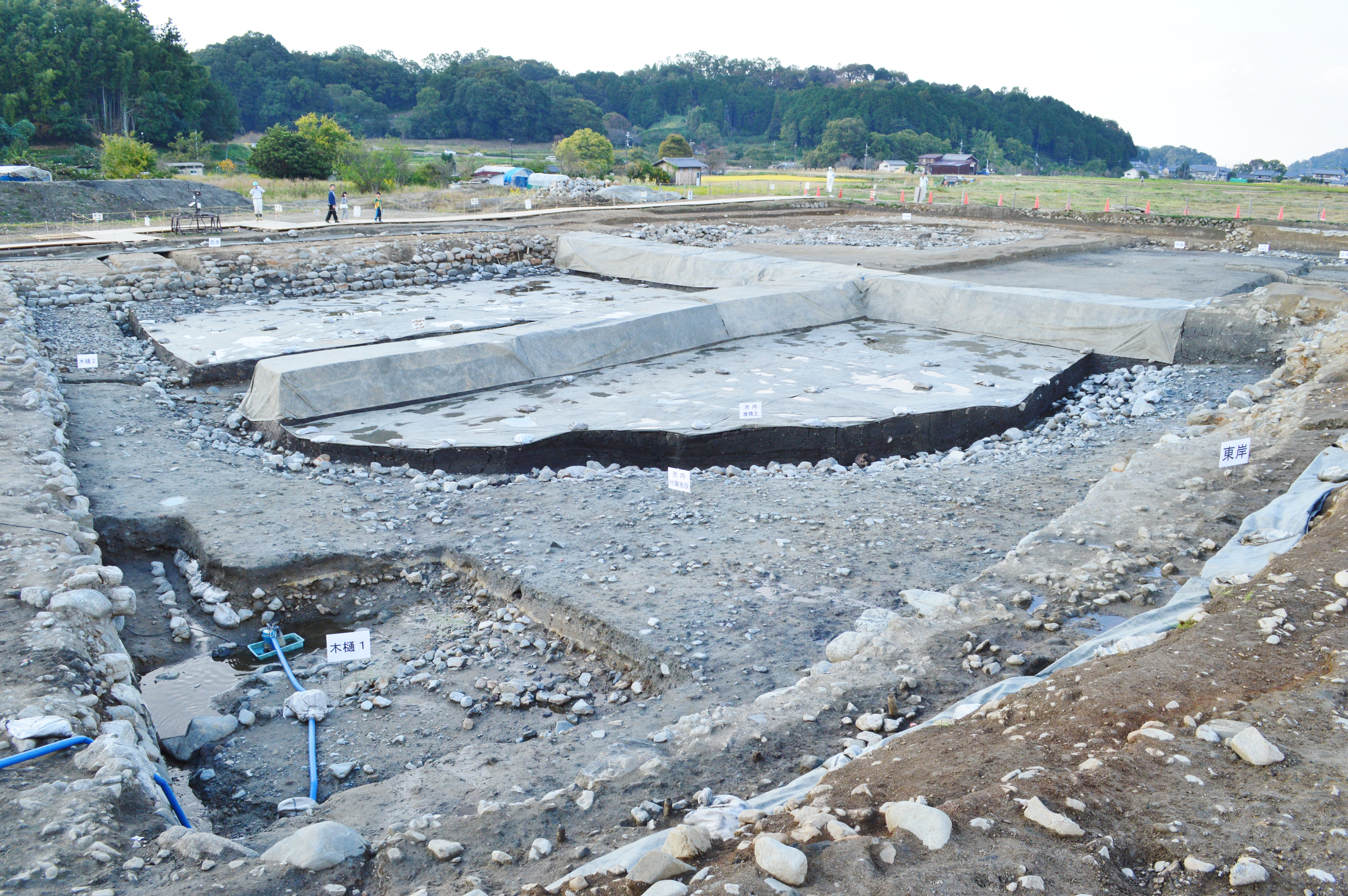
飛鳥京跡苑池 北池2018年発掘調査時。

飛鳥京跡苑池は、「伝飛鳥板蓋宮跡」の北西に隣接した庭園遺構であり、1999年（平成10年）の発掘調査で確認された。外国使節などを歓迎する饗宴の場として利用されたとみられている。藤原京以前に宮都に付随した苑池が営まれていたことがうかがわれる重要な遺構である。2003年（平成15年）に国の史跡・名勝に指定された。2015年9月には、苑池に入るための門跡が初めて見つかったと橿原考古学研究所が発表した。斉明朝（7世紀中葉）に造営され、天武朝（7世紀後半）に整備され、10世紀に至るまで機能し、鎌倉時代までには完全に埋没していたと推測されている。南池の調査で飛鳥京跡苑池は、南池、北池、と間の渡り堤、水路、掘っ立て柱建物・塀が見つかり、日本初の本格的な宮廷庭園とされていた。

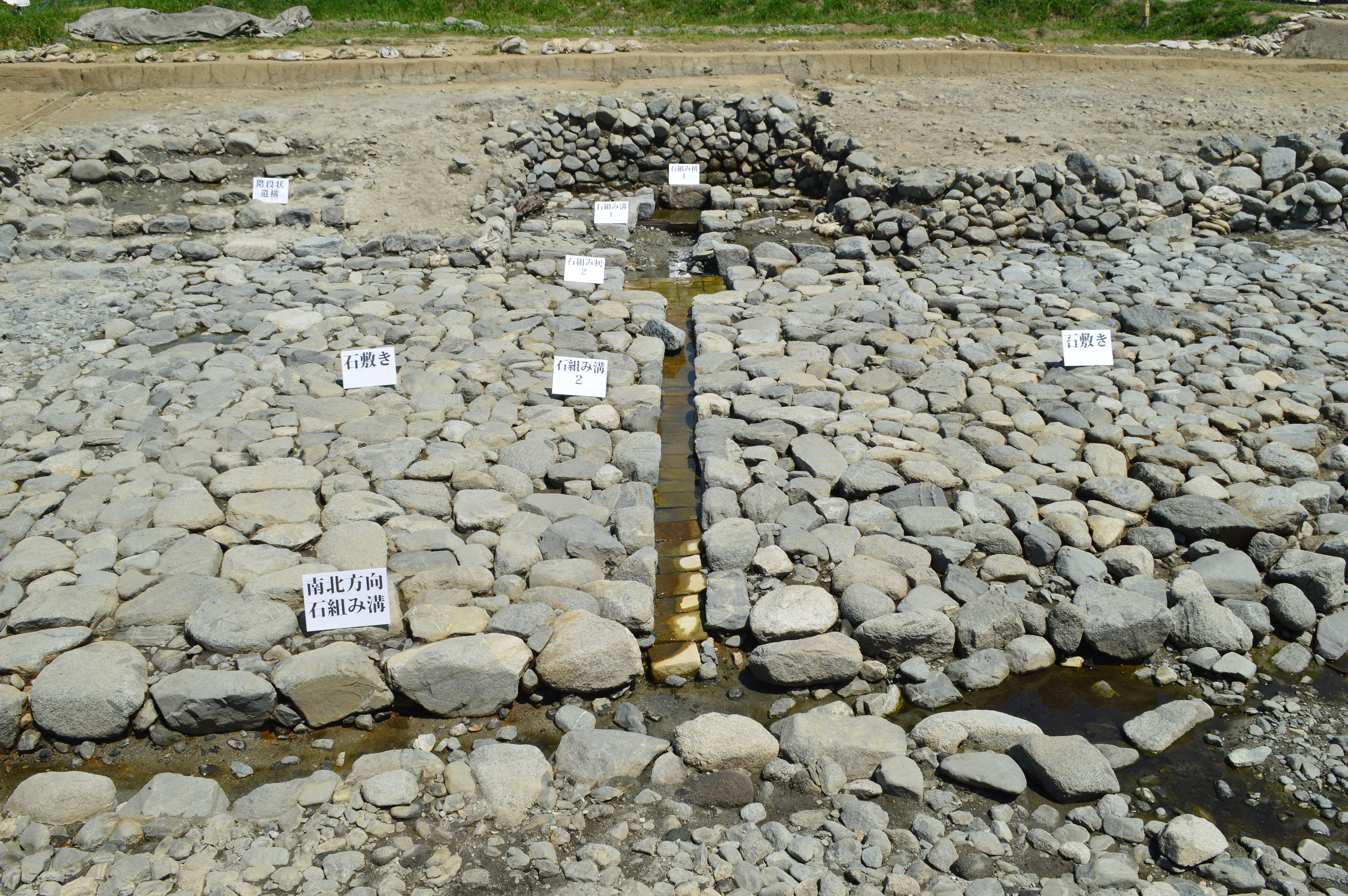
北池北東部の水祭祀遺跡（2019年発掘調査時）

2019年に小さな方の北池発掘調査が行われ、北池北東角で酒船石遺跡に似た天皇水祭祀遺跡が発掘された。これで池全体の性格が大きく変わり、現在研究中である。千田稔はこの苑池は宮殿の付属の庭園と見られていたが、湧き水があったからこそ苑池を造り、近くに宮殿を建てたとも考えられる、と仮説を立ててている。大きさ40-70センチメートルの石で、南北約13メートル、東西約8.5メートルの約100平方メートルの範囲を石敷きとしており、砂利敷きの周辺部とは異なる形にしている。2つ目の升や西側の溝付近だけ、約40センチメートルのひと回り大きな石を使用していた。階段状の護岸もありこれも酒船石遺跡と同様で、当初は8段以上あったと推定されている。重要な湧水施設は、幅約4メートル、奥行き約3.5メートルの石積み区画の中に正方形の石組みがあり今も水が湧いている。この正面は板でせき止めその上部を凹状に加工し、そこから上澄みだけが流れ出る仕組みとなっていた。水は底に粘土を貼った長さ約2.1メートルの石組み溝を通って、そこに天理砂岩の切り石を敷き詰めた約1メートル四方の2つ目の升に入ってから、長さ約7メートルの底が天理砂岩の溝を流れ、さらに西の排水路に合流し、北池には注ぎ込まない。
2013年、「川原寺坏莫取若取事有者＊＊相而和豆良皮牟毛乃叙又毋言久皮野＊」（＊の箇所は判読不能）などと漢字と万葉仮名で刻まれた土器が見つかった（発表と一般公開は2014年）。読み下すと「川原寺の坏、取ること莫(なか)れ、若(も)し取る事有らば、＊＊相す、而して和豆良皮牟毛乃(煩(わづら)ひむもの)、叙して又(ま)た久しき皮野＊(ひや＊)を言ふこと毋(な)し」となる。文言は土器の外側に刻まれており、マスメディアによれば、意味は「川原寺の坏（つき）であるから取るな。もし取れば災いが起こる」であるとしている。

### 飛鳥池工房遺跡
明日香村飛鳥小字古池に所在する飛鳥池は、近世につくられた溜池で、そこに1991年（平成3年）に産業廃棄物を埋める計画が持ち上がり、1996年（平成8年）予定が変更され、「万葉ミュージアム」を建設することになり、1997年（平成9年）から三カ年にわたる発掘調査が実施され、その結果、天武朝の大規模な官営工房遺構が検出された。
複合的な工房群が発見された飛鳥池工房遺跡では、1998年（平成10年）に「富本銭」の鋳造が確認された。鋳型やバリ銭、鋳棹などが出土している。2001年（平成13年）に国の史跡に指定された。

### 酒船石遺跡
謎の石造物であった「酒船石」は、砂岩を用いた湧水施設で水を汲み上げ、船形をした石槽で濾過し、亀形の石槽に水を溜めて聖水としたものであり、水辺祭祀の遺構であることがわかった。さらに、酒船石のある丘陵には全体に砂岩の切石による石垣がめぐることがわかり、丘陵全体が聖域として扱われていたことが判明した。1927年（昭和2年）に国の史跡に指定され、その後も追加指定がある。

### 川原寺跡
史跡川原寺跡では、寺の創建と営繕にかかわる瓦・金属工房が確認された。1921年（大正10年）に国の史跡に指定され、その後も追加指定がある。